# Argies
Argies es una banda argentina que fusiona rock con los géneros punk, ska y reggae. Esta agrupación está considerada como unas de las pioneras, junto a Los Violadores y Los Baraja, del punk en Argentina y en Latinoamérica. 
La banda funciona como una cooperativa de músicos, quienes forman parte del proyecto por tiempo indeterminado, entrando y saliendo de la banda con la misma libertad con la que se trabaja en ella, aprendiendo y enseñando a través de sus diferencias.  Sus conciertos son completamente autogestianados, basándose en la ideología del Hágalo usted mismo.
La agrupación es liderada por David Balbina, cantante, guitarrista, compositor, fundador y único miembro original de Argies.

## Historia

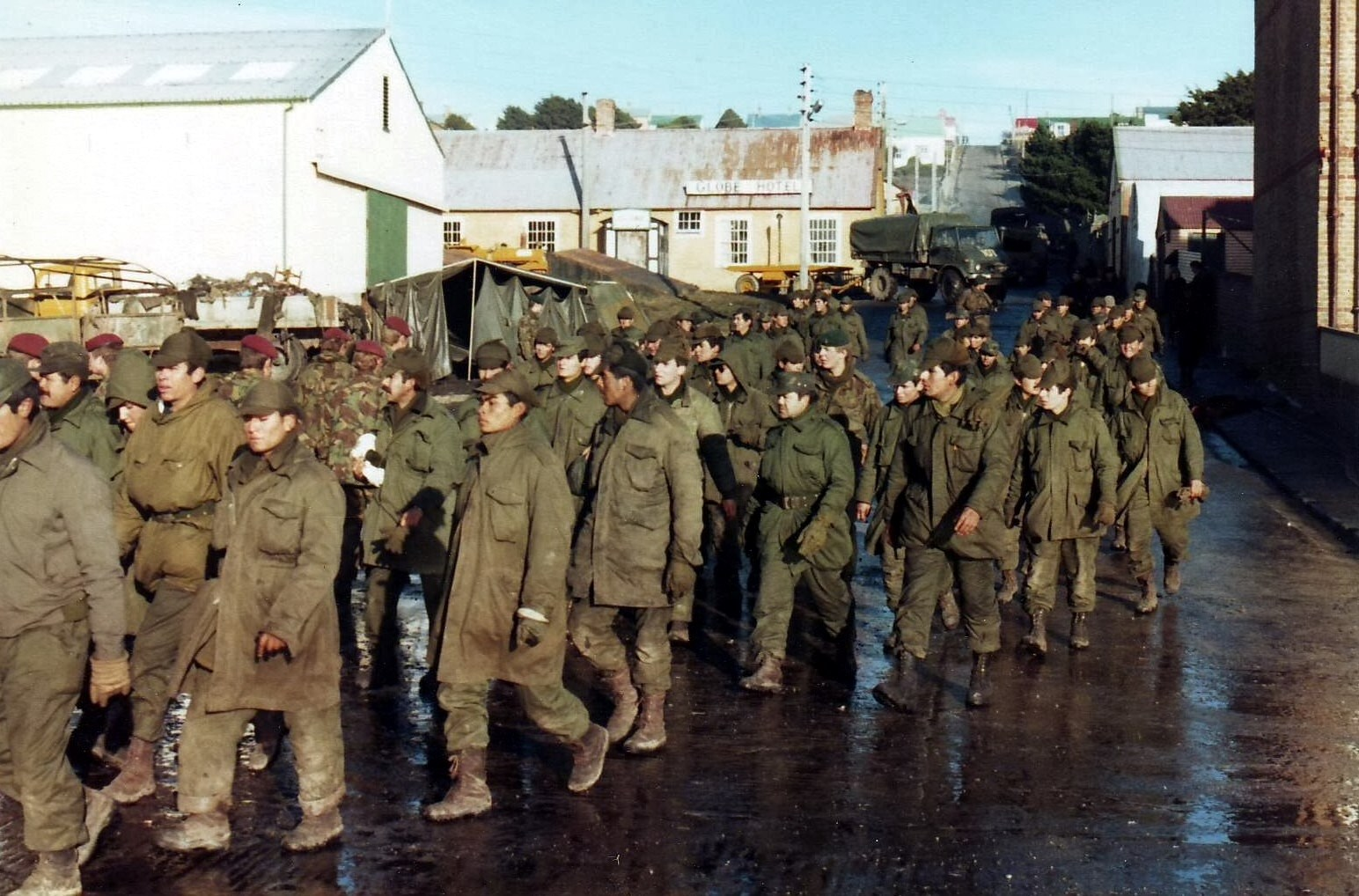
Prisioneros argentinos, tras la derrota en la guerra de Malvinas en 1982. Este hecho daría origen al nombre de la banda, debido al sensacionalismo generado por la prensa británica.

La banda se formó en la ciudad de Rosario, Santa Fe; en 1984, un año más tarde del retorno de la democracia, que había sido instaurada, tras finalizado el terrorismo de Estado, que ocurrió en Argentina entre los años 1976 y 1983; que se autodenominó Proceso de Reorganización Nacional. 
La emergente agrupación, optó por llamarse (de forma sarcástica); "Argies", que era un apócope despectivo de la palabra "argentinos" en inglés; término popularizado por los diarios amarillistas ingleses, durante el contexto bélico entre Argentina y Reino Unido en 1982, por los soldados británicos a los soldados argentinos.
Después de su éxito bastante limitado en el underground de América Latina, el grupo fue descubierto en 1997 por la banda alemana Die Toten Hosen, en un concierto en Buenos Aires y fueron la banda soporte que abrió el acto de apertura del grupo originario de Düsseldorf; en varios conciertos en Argentina y Austria. Luego tocaron en algunos festivales punk en Europa y se hicieron popular en toda la escena punk europea, tocando en diversos países como: Alemania, Brasil, Países Bajos, China, República Checa, Bulgaria, Polonia, Hungría, Francia, la ex Yugoslavia, Portugal, España, Italia, Filipinas, Singapur, Malasia, Indonesia.

## Estilo
A pesar de sus raíces musicales en el punk británico de los años 1970, se encuentran con tendencias su música está fusionada con matices reggae, funk, ska, dub, rock and roll y ritmos latinos. Sus letras tienen una naturaleza profunda, sobre todo en los últimos años, con bandas de punk clásico con ideales claramente de izquierda, por un lado y canciones sin sentido por el otro.

## David Balbina
Nació en Rosario, Santa Fe, el 25 de mayo de 1966. Es fundador, guitarrista rítmico y el único miembro original en todas las formaciones que de la banda ha tenido. Comenzó a tocar de forma profesional a los diecisiete años, al fundar la primera formación de Argies en febrero de 1984.

## Discografía
- 1996: Historias y corridas
- 1998: A media asta
- 2001: La frontera
- 2002: Great combat performances
- 2003: Himnos de combate
- 2003: Fake reaction
- 2005: Al límite de las utopías
- 2007: Lista negra
- 2008: Quién despierta
- 2010: Click off
- 2012: Don’t cry for me
- 2013: Bailando en mis zapatos
- 2014: 30 años en las trincheras
- 2015: Siempre alerta
- 2016: Prost, nazdrowie, cheers
- 2019: Vida cara
- 2020: Volviéndose ska
- 2021: Global live
- 2022: Reset
- 2024: ¡Nunca calladitos!